# Ekkehard Rabil
Ekkehard Rabil († 1. Mai 1240) war Bischof von Merseburg.
Ekkehard entstammte dem reichsministerialischen Geschlecht von Rabil und war bereits Domherr in Merseburg, ehe ihn der Magdeburger Erzbischof Albrecht I. von Käfernburg am 5. Juni 1216 zum Bischof von Merseburg weihte. Sofort nach seinem Amtsantritt kümmerte er sich engagiert um die geistlichen Angelegenheiten seiner Diözese, für die Jahre 1216, 1217 und 1218 sind Synoden bezeugt.
Seit 1220 verfügte Ekkehard Rabil frei über Markt und Zoll der Stadt Merseburg, die während seiner Amtszeit mit einer steinernen Mauer umgeben wurde. Damit unterstand die Stadt weitgehend der bischöflichen Verfügungsgewalt.
Zwischen 1220 und 1225 wurde Ekkehard von Papst Honorius III. und von 1233 bis 1239 von Papst Gregor IX. als kommissarischer Richter eingesetzt. In der Reichspolitik war er ebenfalls tätig. So hielt er sich sowohl am Hofe Heinrichs VII. als auch am Hofe Friedrichs II. auf. Zum Zeitpunkt der Unterzeichnung des Vertrages von San Germano (1225) war Ekkehard im Gefolge Friedrichs, ebenso begleitete er mit hoher Wahrscheinlichkeit den Kaiser auf dessen Kreuzzug von 1228 bis 1229 nach Jerusalem.
Neben diesen auswärtigen Tätigkeiten trieb Ekkehard Rabil die Entwicklung des Merseburger Territoriums voran. Nach dem Tod des Markgrafen Dietrich von Meißen (1162–1221) beanspruchte er während der Minderjährigkeit von dessen Sohn Heinrich (1215–1288) die Lehnsvormundschaft über die Merseburger Lehen der Wettiner für sich selbst. Ekkehard konnte sich aber nicht gegen den Landgrafen Ludwig IV. von Thüringen, der für Heinrich die Minderjährigkeitsregierung wahrnahm, durchsetzen. Allerdings gelang es ihm, mithilfe der Exkommunikation Ludwigs und Heinrichs sowie der Verhängung des Interdikts, 800 Mark Silber zu erpressen.
Erfolgreicher war der Bischof beim Erwerb der Domvogtei von den Burggrafen von Leisnig, die sie ihm für 100 Mark Silber verpfändeten. 
Ekkehards hinterließ sein Bistum in einem besseren Zustand, als er es übernommen hatte. In seiner Amtszeit wurden zum ersten Mal bischöfliche Hofämter bezeugt. 